# Frederica Lluïsa de Hessen-Darmstadt
Frederica Lluïsa de Hessen-Darmstadt (en alemany Friederike Luise von Hessen-Darmstadt) va néixer a Prenzlau el 16 d'octubre de 1751 i va morir a Berlín el 25 de febrer de 1805. Era filla del landgravi Lluís IX de Hessen-Darmstadt (1719-1790) i de Carolina de Zweibrucken-Birkenfeld (1721-1774).
El 14 de juliol de 1769 es va casar amb Frederic Guillem II de Prússia, fill del rei Frederic Guillem I (1688-1740) i de Sofia Dorotea de Hannover (1687-1757), que s'acabava de divorciar d'Elisabet de Brunsvic-Wolfenbüttel. No va ser un matrimoni especialment feliç, donat que el rei tenia diverses amants. Frederica Lluïsa es va convertir en reina de Prússia en accedir el seu marit al tron el 1786. Era considerada una dona excèntrica que sovint al·legava tenir visions, però era també generosa envers els més necessitats. El matrimoni va tenir els següents fills:
- Frederic Guillem (1770 – 1840), rei de Prússia, que es va casar primer amb Lluïsa de Mecklenburg-Strelitz, i després amb Augusta de Harrach.
- Frederica Cristina Amàlia Guillemina (1772-1773)
- Lluis Carles (1773-1796), que es va casar amb la duquessa Frederica de Mecklenburg-Strelitz
- Guillemina (1774-1837), que es va casar amb Guillem d'Orange, rei d'Holanda.
- Augusta (1780-1841), que es va casar amb Guillem II de Hessen-Kassel.
- Enric (1781-1846)
- Guillem, casat amb la langravina Maria Anna de Hessen-Homburg